# Megasoma
A Megasoma a rovarok (Insecta) osztályának bogarak (Coleoptera) rendjébe, ezen belül a mindenevő bogarak (Polyphaga) alrendjébe és a ganajtúrófélék (Scarabaeidae) családjába tartozó nem.

## Előfordulásuk
Észak-Amerika déli felétől Dél-Amerika nagy részéig megtalálhatók.

## Megjelenésük
A Megasoma nembéli bogarak általában nagy méretűek (ahogy azt a név is jelzi, ami görögül annyit jelent "nagy test"). Az elefántbogár a világ egyik legnagyobb bogárfaja. Eme rovarnem legnagyobb képviselői akár 135 milliméteresek is lehetnek, míg a kisméretűek, mint amilyen a Megasoma punctulatus körülbelül 20 milliméteresek. Számos Megasoma-fajt vékony mikroszkopikus szőrszálak (szeták) borítják, amelyek szinte teljes testüket lefedik, s ez halvány vagy narancssárga megjelenést kölcsönöz e fajoknak. A legtöbb faj hímjei nagy szarvúak, amelyeket más hímekkel való birkózásban használnak. A nőstényeknek nincs szarvuk.

## Életmódjuk
Ezek a bogarak általában gyümölcsökből szívják ki a levet vagy fákból a nedveket. A trópusi erdők lakói.

## Rendszerezés
A nembe az alábbi 18 faj tartozik:
- Megasoma actaeon (Linnaeus, 1758) - típusfaj
- Megasoma anubis Chevrolat, 1836
- Megasoma cedrosa Hardy, 1972
- elefántbogár (Megasoma elephas) Fabricius, 1775
- Megasoma gyas Herbst, 1785
- Megasoma hermes Prandi, 2016
- Megasoma joergenseni (Bruch, 1910)
- Megasoma lecontei Hardy, 1972
- Megasoma mars (Reiche, 1852)
- Megasoma nogueirai Morón, 2005
- Megasoma occidentalis Bolivar, Pieltain, Jimenez-asua & Martinez, 1963
- Megasoma pachecoi Cartwright, 1963
- Megasoma punctulatus Cartwright, 1952
- Megasoma ramirezorum Silvestre & Arnaud, 2002
- Megasoma sleeperi Hardy, 1972
- Megasoma svobodaorum Krajcik, 2009
- Megasoma thersites LeConte, 1861
- Megasoma vogti Cartwright, 1963

## Képek

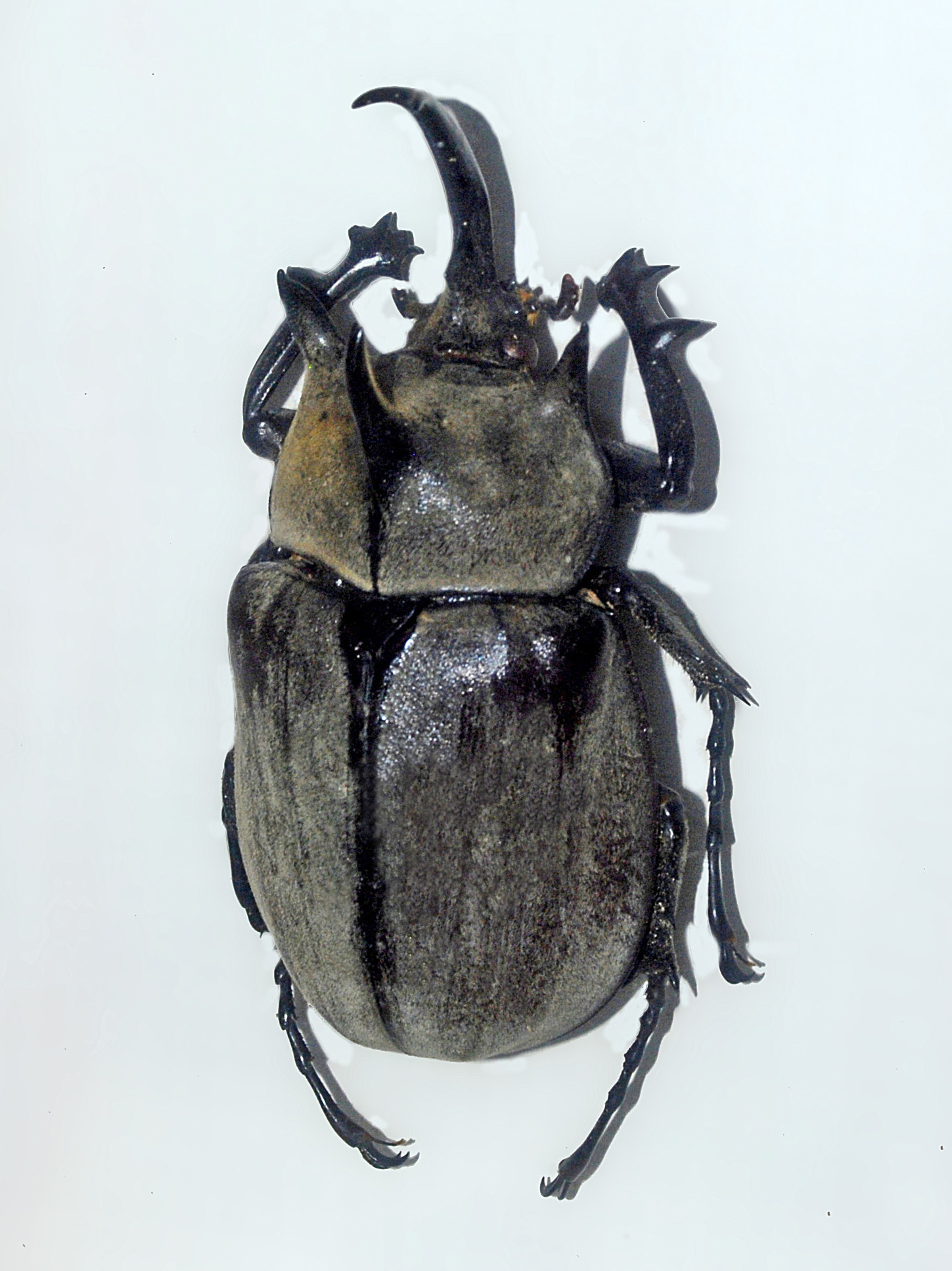
Megasoma anubis
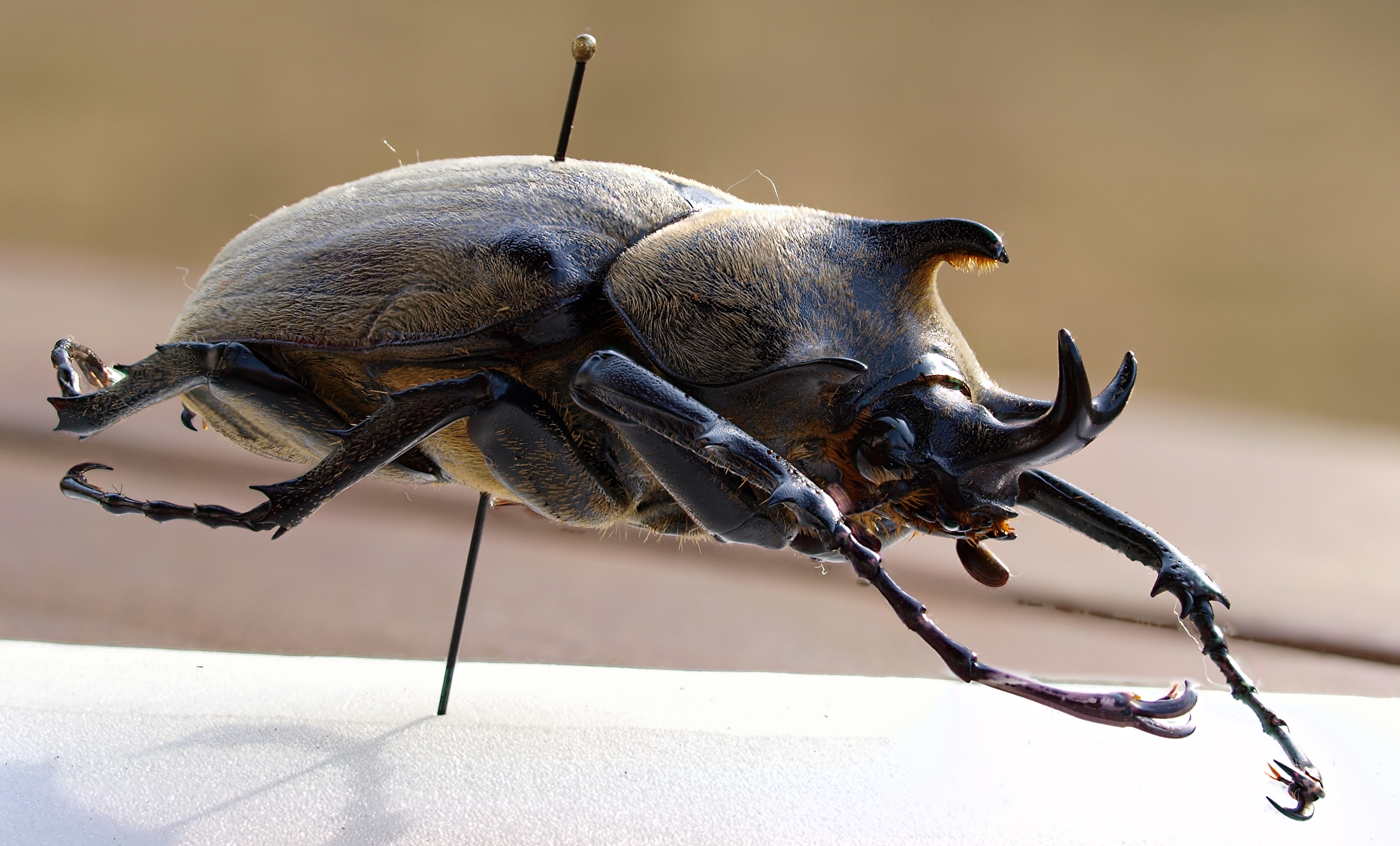
Megasoma gyas
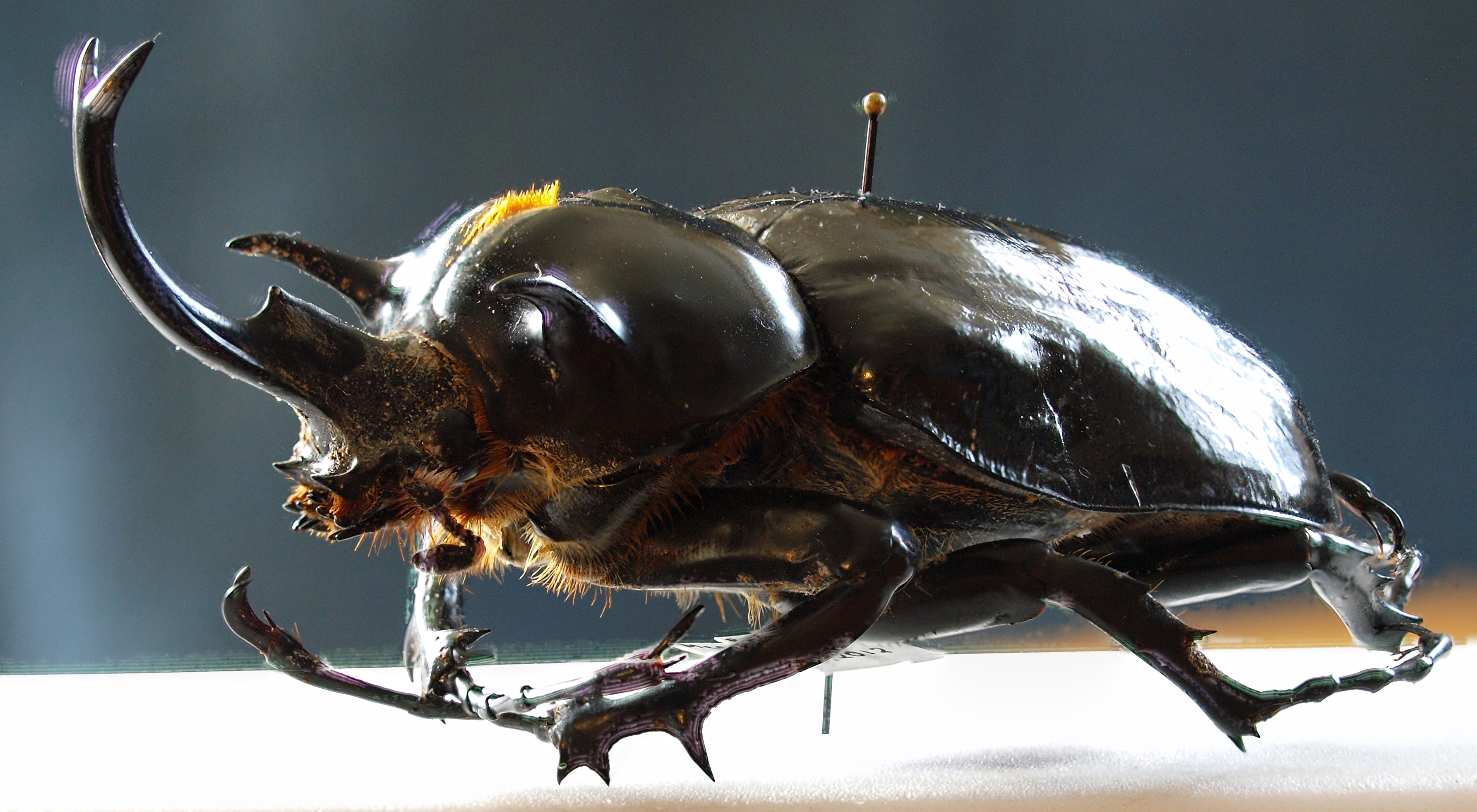
Megasoma mars
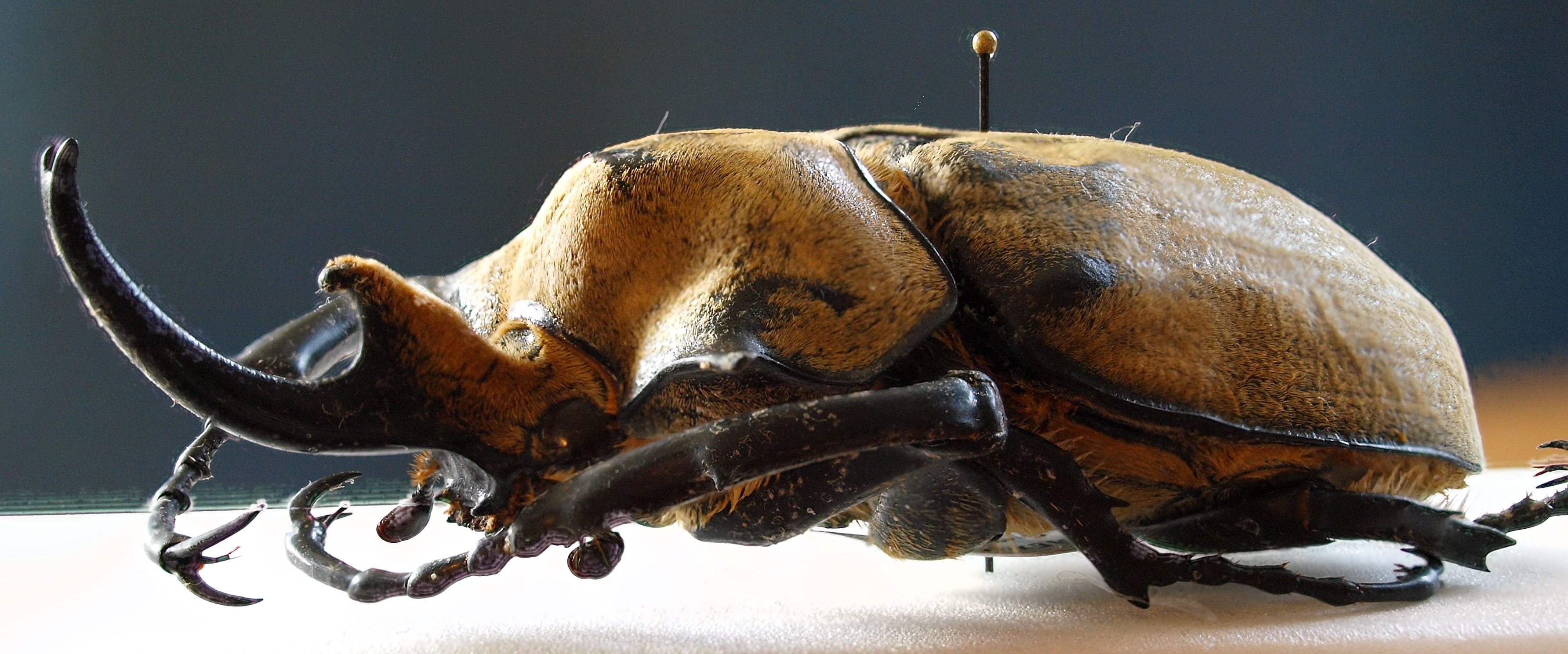
Megasoma occidentalis
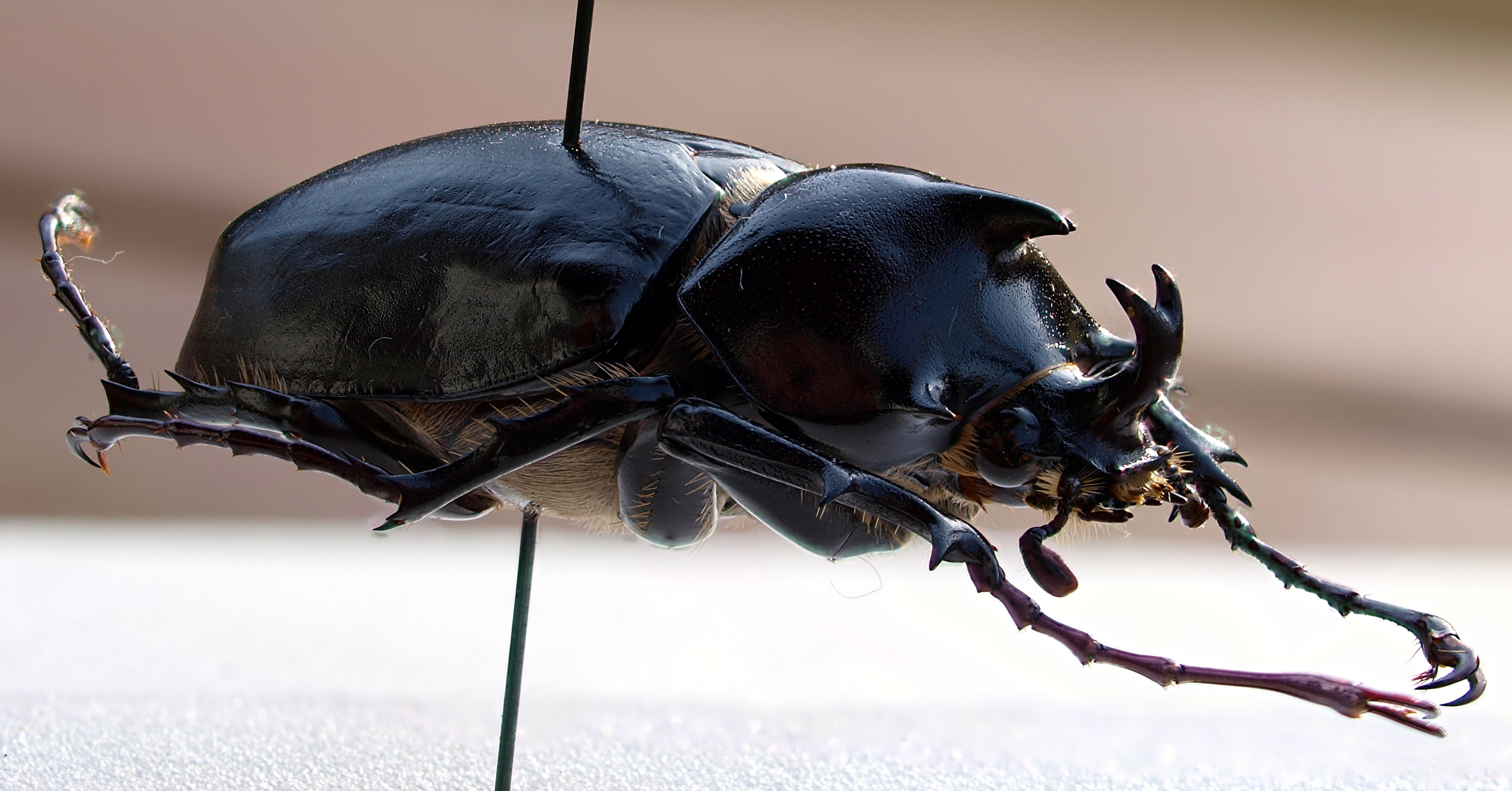
Megasoma pachecoi
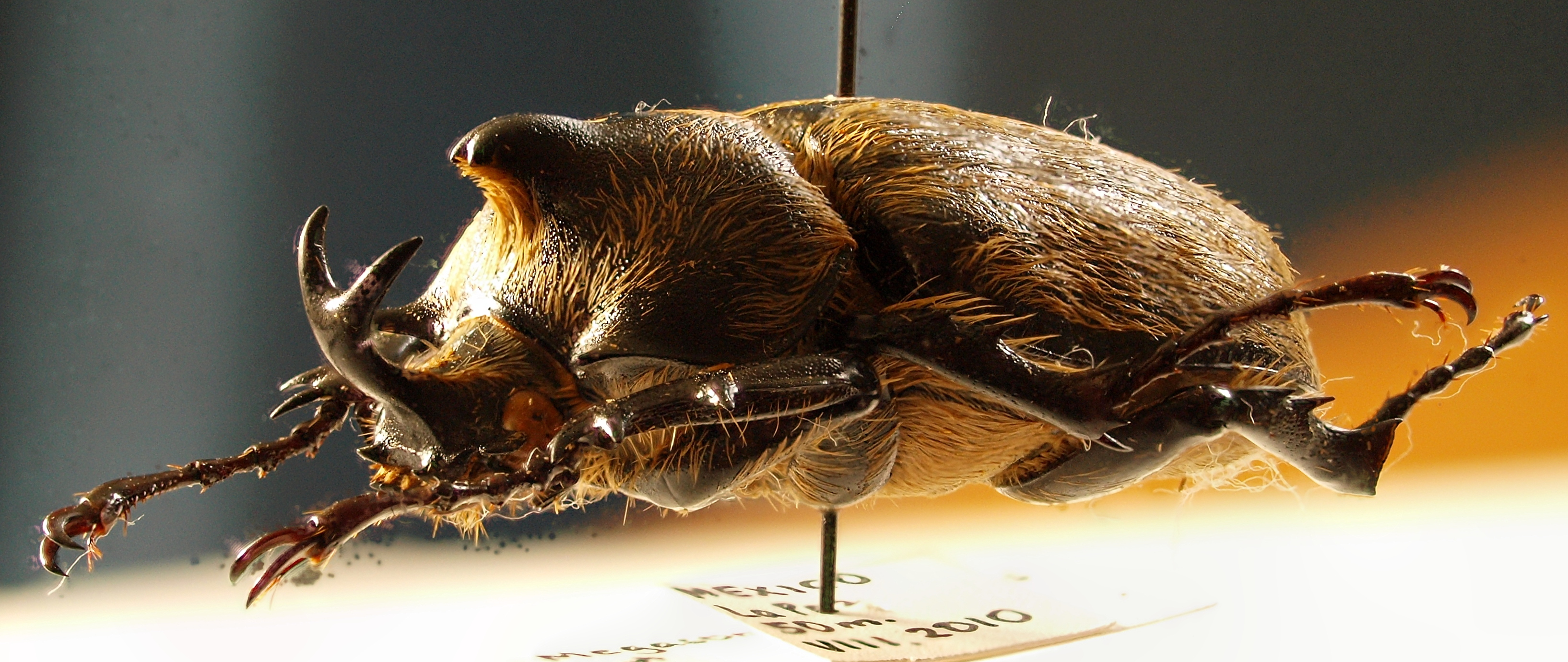
Megasoma thersites

## Fordítás
- Ez a szócikk részben vagy egészben  a   Megasoma című angol Wikipédia-szócikk ezen változatának fordításán alapul.  Az eredeti cikk szerkesztőit annak laptörténete sorolja fel. Ez a jelzés csupán a megfogalmazás eredetét és a szerzői jogokat jelzi, nem szolgál a cikkben szereplő információk forrásmegjelöléseként.